# Theridion dividuum
Theridion dividuum är en spindelart som beskrevs av Willis J. Gertsch och Archer 1942. Theridion dividuum ingår i släktet Theridion och familjen klotspindlar. Inga underarter finns listade i Catalogue of Life.